# Campeonato Mundial de Corta-Mato de 2010
O 38º Campeonato Mundial de Corta-Mato de 2010 foi realizado em Bydgoszcz, na Polônia, no dia 28 de fevereiro de 2010. Participaram da competição 437 atletas de 51 nacionalidades distribuídos em quatro provas. Todas as provas levaram medalhas na categoria individual e por equipe. Na categoria sênior masculino Joseph Ebuya do Quênia levou o ouro, e na categoria sênior feminino Emily Chebet do Quênia levou o ouro. 

## Medalhistas
Esses foram os campeões da competição. 
| Evento                       | Ouro                           | Ouro  | Prata                               | Prata | Bronze                         | Bronze |
| ---------------------------- | ------------------------------ | ----- | ----------------------------------- | ----- | ------------------------------ | ------ |
| Individual                   |                                |       |                                     |       |                                |        |
| Masculino sênior (11.611 km) | Joseph Ebuya · Quénia          | 33:00 | Teklemariam Medhin · Eritreia       | 33:06 | Moses Ndiema Kipsiro · Uganda  | 33:10  |
| Masculino júnior (7.759 km)  | Caleb Mwangangi Ndiku · Quénia | 22:07 | Clement Kiprono Langat · Quénia     | 22:09 | Japhet Kipyegon Korir · Quénia | 22:12  |
| Feminino sênior (7.759 km)   | Emily Chebet · Quénia          | 24:19 | Linet Chepkwemoi Masai · Quénia     | 24:20 | Meselech Melkamu · Etiópia     | 24:26  |
| Feminino júnior (5.833 km)   | Mercy Cherono · Quénia         | 18:47 | Purity Cherotich Rionoripo · Quénia | 18:54 | Esther Chemtai · Quénia        | 18:55  |
| Equipe                       |                                |       |                                     |       |                                |        |
| Masculino sênior             | Quénia                         | 20    | Eritreia                            | 46    | Etiópia                        | 69     |
| Masculino júnior             | Quénia                         | 10    | Etiópia                             | 32    | Uganda                         | 56     |
| Feminino sênior              | Quénia                         | 14    | Etiópia                             | 22    | Estados Unidos                 | 76     |
| Feminino júnior              | Quénia                         | 10    | Etiópia                             | 30    | Uganda                         | 81     |

## Resultados
Foram disputadas quatro categorias, sendo os 12 primeiros colocados destacados a seguir. 

### Masculino sênior (11.611 km)
Individual
| Posição           | Atleta                      | Nacionalidade | Tempo |
| ----------------- | --------------------------- | ------------- | ----- |
| Medalha de ouro   | Joseph Ebuya                | Quênia        | 33:00 |
| Medalha de prata  | Teklemariam Medhin          | Eritreia      | 33:06 |
| Medalha de bronze | Moses Ndiema Kipsiro        | Uganda        | 33:10 |
| 4                 | Leonard Patrick Komon       | Quênia        | 33:10 |
| 5                 | Samuel Tsegay               | Eritreia      | 33:27 |
| 6                 | Hasan Mahboob               | Bahrein       | 33:28 |
| 7                 | Richard Kipkemboi Mateelong | Quênia        | 33:29 |
| 8                 | Paul Kipngetich Tanui       | Quênia        | 33:30 |
| 9                 | Hosea Mwok Macharinyang     | Quênia        | 33:31 |
| 10                | Gebregziabher Gebremariam   | Etiópia       | 33:35 |
| 11                | Ahmad Hassan Abdullah       | Catar         | 33:36 |
| 12 †              | Simon Bairu                 | Canadá        | 33:42 |

- † = Chakir Boujattaoui, do Marrocos, foi o 12º colocado, mas foi desclassificado por doping.

Equipe
| Joseph Ebuya                | 1    |
| Leonard Patrick Komon       | 4    |
| Richard Kipkemboi Mateelong | 7    |
| Paul Kipngetich Tanui       | 8    |
| (Hosea Mwok Macharinyang)   | (9)  |
| (Lucas Kimeli Rotich)       | (18) |

| Teklemariam Medhin     | 2    |
| Samuel Tsegay          | 5    |
| Kidane Tadasse         | 14   |
| Kiflom Sium            | 23   |
| (Tesfayohannes Mesfin) | (34) |
| (Tewelde Estifanos)    | (38) |

| Gebregziabher Gebremariam | 10   |
| Abera Kuma                | 16   |
| Hunegnaw Mesfin           | 19   |
| Azmeraw Bekele            | 21   |
| (Ayele Abshero)           | (24) |
| (Feyisa Lilesa)           | (25) |

- † = A desqualificação de Boujattaoui do Marrocos afetou a classificação na competição por equipe, sendo que Uganda alcançasse o quarto lugar a frente do Marrocos.
- Nota: Atletas entre parênteses não pontuaram para o resultado final.

### Masculino júnior (7.759 km)
Individual
| Posição           | Atleta                   | Nacionalidade | Tempo |
| ----------------- | ------------------------ | ------------- | ----- |
| Medalha de ouro   | Caleb Mwangangi Ndiku    | Quênia        | 22:07 |
| Medalha de prata  | Clement Kiprono Langat   | Quênia        | 22:09 |
| Medalha de bronze | Japhet Kipyegon Korir    | Quênia        | 22:12 |
| 4                 | Isaiah Kiplangat Koech   | Quênia        | 22:24 |
| 5                 | Moses Kibet              | Uganda        | 22:27 |
| 6                 | Debebe Woldsenbet        | Etiópia       | 22:28 |
| 7                 | Gashaw Biftu             | Etiópia       | 22:31 |
| 8                 | Gideon Kipkemoi Kipketer | Quênia        | 22:33 |
| 9                 | Gebretsadik Abraha       | Etiópia       | 22:37 |
| 10                | Belete Assefa            | Etiópia       | 22:41 |
| 11                | Charles Kibet Chepkurui  | Quênia        | 22:44 |
| 12                | Nassir Dawud             | Eritreia      | 22:48 |

Equipe
| Caleb Mwangangi Ndiku      | 1    |
| Clement Kiprono Langat     | 2    |
| Japhet Kipyegon Korir      | 3    |
| Isiah Kiplangat Koech      | 4    |
| (Gideon Kipkemoi Kipketer) | (8)  |
| (Charles Kibet Chepkurui)  | (11) |

| Debebe Woldsenbet  | 6    |
| Gashaw Biftu       | 7    |
| Gebretsadik Abraha | 9    |
| Belete Assefa      | 10   |
| (Yekeber Bayabel)  | (14) |
| (Mosinet Geremew)  | (16) |

| Moses Kibet       | 5    |
| Timothy Toroitich | 13   |
| Thomas Ayeko      | 18   |
| Alex Cherop       | 20   |
| (Soyekwo Kibet)   | (24) |

- Nota: Atletas entre parênteses não pontuaram para o resultado final.

### Feminino sênior (7.759 km)
Individual
| Posição           | Atleta           | Nacionalidade  | Tempo |
| ----------------- | ---------------- | -------------- | ----- |
| Medalha de ouro   | Emily Chebet     | Quênia         | 24:19 |
| Medalha de prata  | Linet Masai      | Quênia         | 24:20 |
| Medalha de bronze | Meselech Melkamu | Etiópia        | 24:26 |
| 4                 | Tirunesh Dibaba  | Etiópia        | 24:38 |
| 5                 | Lineth Chepkurui | Quênia         | 24:40 |
| 6                 | Margaret Muriuki | Quênia         | 24:42 |
| 7                 | Feyse Tadese     | Etiópia        | 25:03 |
| 8                 | Mamitu Daska     | Etiópia        | 25:03 |
| 9                 | Werknesh Kidane  | Etiópia        | 25:07 |
| 10                | Hilda Kibet      | Países Baixos  | 25:17 |
| 11                | Shitaye Eshete   | Bahrein        | 25:20 |
| 12                | Shalane Flanagan | Estados Unidos | 25:20 |

Equipe
| Emily Chebet               | 1    |
| Linet Chepkwemoi Masai     | 2    |
| Lineth Chepkurui           | 5    |
| Margaret Wangari Muriuki   | 6    |
| (Hannah Wanjiru Gatheru)   | (13) |
| (Gladys Jepkemoi Chemweno) | (14) |

| Meselech Melkamu  | 3    |
| Tirunesh Dibaba   | 4    |
| Feyse Tadese      | 7    |
| Mamitu Daska      | 8    |
| (Werknesh Kidane) | (9)  |
| (Abebech Afework) | (18) |

| Shalane Flanagan         | 12   |
| Molly Huddle             | 19   |
| Magdalena Lewy-Boulet    | 20   |
| Amy Hastings             | 25   |
| (Renee Metivier Baillie) | (38) |
| (Emily Brown)            | (41) |

- Nota: Atletas entre parênteses não pontuaram para o resultado final.

### Feminino júnior (5.833 km)
Individual
| Posição           | Atleta                     | Nacionalidade | Tempo |
| ----------------- | -------------------------- | ------------- | ----- |
| Medalha de ouro   | Mercy Cherono              | Quênia        | 18:47 |
| Medalha de prata  | Purity Cherotich Rionoripo | Quênia        | 18:54 |
| Medalha de bronze | Esther Chemtai             | Quênia        | 18:55 |
| 4                 | Faith Kipyegon             | Quênia        | 19:02 |
| 5                 | Genet Yalew                | Etiópia       | 19:03 |
| 6                 | Emebet Anteneh             | Etiópia       | 19:06 |
| 7                 | Nelly Chebet Ngeiywo       | Quênia        | 19:06 |
| 8                 | Afera Godfay               | Etiópia       | 19:07 |
| 9                 | Alice Aprot Nawowuna       | Quênia        | 19:14 |
| 10                | Tejitu Daba                | Bahrein       | 19:14 |
| 11                | Genzebe Dibaba             | Etiópia       | 19:21 |
| 12                | Merima Mohammed            | Etiópia       | 19:26 |

Equipe
| Mercy Cherono              | 1   |
| Purity Cherotich Rionoripo | 2   |
| Esther Chemtai             | 3   |
| Faith Kipyegon             | 4   |
| (Nelly Chebet Ngeiywo)     | (7) |
| (Alice Aprot Nawowuna)     | (9) |

| Genet Yalew        | 5    |
| Emebet Anteneh     | 6    |
| Afera Godfay       | 8    |
| Genzebe Dibaba     | 11   |
| (Merima Mohammed)  | (12) |
| (Waganesh Mekasha) | (13) |

| Annet Negesa      | 14   |
| Rebecca Cheptegei | 15   |
| Viola Chemos      | 25   |
| Linet Chebet      | 27   |
| (Mercy Chelangat) | (37) |

- Nota: Atletas entre parênteses não pontuaram para o resultado final.

## Quadro de medalhas
| Ordem | País           | Medalha de ouro | Medalha de prata | Medalha de bronze | Total |
| ----- | -------------- | --------------- | ---------------- | ----------------- | ----- |
| 1     | Quênia         | 8               | 3                | 2                 | 13    |
| 2     | Etiópia        | 0               | 3                | 2                 | 5     |
| 3     | Eritreia       | 0               | 2                | 0                 | 2     |
| 4     | Uganda         | 0               | 0                | 3                 | 3     |
| 5     | Estados Unidos | 0               | 0                | 1                 | 1     |
|       | TOTAL          | 8               | 8                | 8                 | 24    |

## Participação
De acordo com uma contagem não oficial, 437 atletas de 51 países participaram. Isso está de acordo com os números oficiais publicados. 
| - Argélia (12) - Argentina (2) - Austrália (16) - Azerbaijão (2) - Bahrein (12) - Bielorrússia (2) - Bélgica (1) - Botswana (5) - Brasil (5) - Bulgária (1) - Canadá (13) - China (3) - Egito (6) - Eritreia (11) - Estónia (1) - Etiópia (24) - França (18) | - Gibraltar (2) - Iraque (4) - Irlanda (2) - Israel (4) - Itália (10) - Japão (24) - Jordânia (2) - Cazaquistão (3) - Quénia (24) - Kuwait (3) - Lesoto (2) - México (7) - Marrocos (18) - Países Baixos (1) - Nova Zelândia (9) - Noruega (2) - Peru (1) | - Polónia (24) - Portugal (15) - Catar (5) - Rússia (6) - Ruanda (1) - Seicheles (2) - Somália (1) - África do Sul (23) - Espanha (19) - Sudão (4) - Suíça (1) - Tajiquistão (2) - Tanzânia (4) - Tunísia (17) - Uganda (16) - United Kingdom (21) - Estados Unidos (24) |